# 165.ª Escuadra de Bombardeo en Picado

La 165.ª Escuadra de Bombardeo en Picado (Sturz-Kampf-Geschwader. 165 o Stuka-Geschwader.165) fue una unidad de la Luftwaffe de la Alemania nazi.

## Historia
Fue formada el 1 de octubre de 1937 en Kitzingen. El 1 de mayo de 1939 es reasignada al Grupo de Estado Mayor/77.ª Escuadra de Bombardeo en Picado. 

## Comandantes de Grupo
- Teniente coronel Eberhard Baier – (1 de octubre de 1937 – 1 de noviembre de 1938)
- Comandante Günther Schwartzkopff – (1 de noviembre de 1938 – 1 de mayo de 1939)

## Grupo de Estado Mayor (Stab)
Formada el 1 de octubre de 1937 en Kitzingen. El 1 de mayo de 1939 es redesignado al Grupo de Estado Mayor/77.ª Escuadra de Bombardeo en Picado.

## Bases
| 1 de octubre de 1937 - 1 de mayo de 1939 | Schweinfurt | Hs 123 y Ju 87B |

## I Grupo
Formado el 1 de abril de 1936 en Kitzingen. El 1 de junio de 1939 es reasignado al I Grupo/77.ª Escuadra de Bombardeo en Picado. 

## Comandantes de Grupo
- Comandante Werner Junck – (1 de abril de 1936 – 1 de octubre de 1936)
- Comandante Oskar Dinort – (1 de septiembre de 1937 – 31 de enero de 1939)
- Capitán Friedrich-Karl Freiherr von Dalwigk zu Lichtenfels – (1 de febrero de 1939 – 1 de mayo de 1939)

Formada el 1 de abril de 1936 en Kitzingen con:
- Grupo de Estado Mayor/I Grupo/165.ª Escuadra de Bombardeo en Picado/Nuevo
- 1.ª Escuadra/165.ª Escuadra de Bombardeo en Picado/Nuevo
- 2.ª Escuadra/165.ª Escuadra de Bombardeo en Picado/Nuevo
- 3.ª Escuadra/165.ª Escuadra de Bombardeo en Picado/Nuevo

El 1 de junio de 1939 es reasignado al I Grupo/77.ª Escuadra de Bombardeo en Picado:
- Grupo de Estado Mayor/I Grupo/165.ª Escuadra de Bombardeo en Picado como el Grupo de Estado Mayor/I Grupo/77.ª Escuadra de Bombardeo en Picado
- 1° Escuadra/165.ª Escuadra de Bombardeo en Picado como la 1.ª Escuadra/77.ª Escuadra de Bombardeo en Picado
- 2° Escuadra/165.ª Escuadra de Bombardeo en Picado como la 2.ª Escuadra/77.ª Escuadra de Bombardeo en Picado
- 3° Escuadra/165.ª Escuadra de Bombardeo en Picado como la 3.ª Escuadra/77.ª Escuadra de Bombardeo en Picado

## Bases
| 1 de abril de 1936 – 1 de junio de 1939 | Kitzingen | He 51, Arado 65 y Hs 123 |

## II Grupo
Formado el 1 de abril de 1937 en Schweinfurt. El 1 de mayo de 1939 es reasignado al II Grupo/77° Escuadra de Bombardeo en Picado.

## Comandantes de Grupo
- Capitán conde Clemens von Schönborn-Wiesentheid – (septiembre de 1937 – 1 de mayo de 1939)

Formado el 1 de abril de 1937 en Schweinfurt con:
- Grupo de Estado Mayor/II Grupo/165.ª Escuadra de Bombardeo en Picado/Nuevo
- 4.ª Escuadra/165.ª Escuadra de Bombardeo en Picado/Nuevo
- 5.ª Escuadra/165.ª Escuadra de Bombardeo en Picado/Nuevo
- 6.ª Escuadra/165.ª Escuadra de Bombardeo en Picado/Nuevo

El 1 de mayo de 1939 es reasignado al II Grupo/77.ª Escuadra de Bombardeo en Picado:
- Grupo de Estado Mayor/II Grupo/165.ª Escuadra de Bombardeo en Picado como Grupo de Estado Mayor/II Grupo/77.ª Escuadra de Bombardeo en Picado
- 4.ª Escuadra/165.ª Escuadra de Bombardeo en Picado como la 4.ª Escuadra/77.ª Escuadra de Bombardeo en Picado
- 5.ª Escuadra/165.ª Escuadra de Bombardeo en Picado como la 5.ª Escuadra/77.ª Escuadra de Bombardeo en Picado
- 6.ª Escuadra/165.ª Escuadra de Bombardeo en Picado como la 6.ª Escuadra/77.ª Escuadra de Bombardeo en Picado

## Bases
| 1 de abril de 1937 – 1 de mayo de 1939 | Schweinfurt | Hs 123 y Ju 87B |

## III Grupo
Formado el 1 de abril de 1937 en Fürstenfeldbrück. El 1 de mayo de 1939 es reasignado al III Grupo/51.ª Escuadra de Bombardeo en Picado.

## Comandantes de Grupo
- Capitán Anton Keil – (1 de abril de 1937 – 1 de mayo de 1939)

Formado el 1 de abril de 1937 en Fürstenfeldbrück con:
- Grupo de Estado Mayor/III Grupo/165°.ª Escuadra de Bombardeo en Picado/Nuevo
- 7.ª Escuadra/165.ª Escuadra de Bombardeo en Picado/Nuevo
- 8.ª Escuadra/165.ª Escuadra de Bombardeo en Picado/Nuevo
- 9.ª Escuadra/165.ª Escuadra de Bombardeo en Picado/Nuevo

El 1 de mayo de 1939 es reasignado al III Grupo/51.ª Escuadra de Bombardeo en Picado:
- Grupo de Estado Mayor/III Grupo/165.ª Escuadra de Bombardeo en Picado como el Grupo de Estado Mayor/III Grupo/51.ª Escuadra de Bombardeo en Picado
- 7.ª Escuadra/165.ª Escuadra de Bombardeo en Picado como la 7.ª Escuadra/51.ª Escuadra de Bombardeo en Picado
- 8.ª Escuadra/165.ª Escuadra de Bombardeo en Picado como la 8.ª Escuadra/51.ª Escuadra de Bombardeo en Picado
- 9.ª Escuadra/165.ª Escuadra de Bombardeo en Picado como la 9.ª Escuadra/51.ª Escuadra de Bombardeo en Picado

## Bases
| 1 de abril de 1937 – septiembre de 1937 | Fürstenfeldbrück | Hs 123          |
| septiembre de 1937 – 1 de mayo de 1939  | Wertheim         | Hs 123 y Ju 87B |